# セルコン ジルコニア ブラケット
セルコン ジルコニア ブラケットは、セルコンに使用されているジルコニアを応用して開発された矯正歯科治療に用いられるジルコニア材料で出来た微小・白色の装置であり、審美面を考慮した歯の矯正治療に使用される矯正装置である。デンツプライ三金社が開発した製品である。